# Ixia contorta
Ixia contorta är en irisväxtart som beskrevs av Peter Goldblatt och John Charles Manning. Ixia contorta ingår i släktet Ixia och familjen irisväxter. Inga underarter finns listade i Catalogue of Life.